# Araotes uruwela
Araotes uruwela är en fjärilsart som beskrevs av Hans Fruhstorfer 1912. Araotes uruwela ingår i släktet Araotes och familjen juvelvingar. Inga underarter finns listade i Catalogue of Life.